# Сражение на Витковой горе
Сражение на Витковой горе (чеш. Bitva na Vítkově) — одно из сражений гуситских войн, произошедшее 14 июля 1420 года на Витковой горе, к востоку от Праги.

## Предыстория
С весны 1420 года гуситы осаждали пражскую крепость, где оборонялись войска Сигизмунда. Сам Сигизмунд с основной армией (насчитывавшей, по различным оценкам, от 60 до 100 тысяч воинов), собранной из венгерских, австрийских и немецких контингентов, а также чешских католиков, в свою очередь, блокировал Прагу с с севера, юга и запада. На военном совете он отказался от идеи штурмовать Прагу со стороны Карлова моста после мощного артобстрела, как предлагали австрийский герцог Альбрехт и маркграф Мейссенский, так как этот план, обрекавший Прагу на полное разрушение, встретил сопротивление своих чешских союзников, заявивших, что «Если император намерен стать королем чехов, пусть поостережется разгрома пушками будущей своей столицы». Сигизмунд принял решение организовать плотную блокаду Праги и тем самым вынудить город к капитуляции. Для завершения блокады требовалось овладеть находившейся в 4 км к востоку от города возвышенностью, именуемой Витковой горой.
Ян Жижка, правильно оценив тактическое значение Витковой горы, своевременно занял её и соорудил на западном гребне два полевых редута, а на южном склоне — башню. Для того, чтобы замкнуть кольцо окружения вокруг Праги, Сигизмунд выделил большой отряд для овладения Витковой горой. В случае успеха предполагалось произвести общий штурм Праги с трёх направлений (южного, западного и восточного). Сигизмунд в качестве общего резерва оставил в своём распоряжении три больших отряда.

## Ход сражения
14 июля большой отряд войск Сигизмунда начал наступать на Виткову гору с юго-запада, со Шпитальского поля, в то время как другие подразделения его армии имитировали подготовку атаки непосредственно на Прагу. Отряд овладел находившейся в винограднике башней, ворвался в ров, но при попытке преодолеть стену встретил упорное сопротивление гарнизона одного из редутов. В самый критический момент к редуту подоспел гуситский отряд во главе с Жижкой, и атака была отражена. Однако находившиеся впереди рыцари не могли свободно отступить, так как сзади на них напирала беспорядочная толпа атакующих. Жижка, воспользовавшись этим, контратаковал с отрядом таборитов левый фланг противника и разбил его.
Жители Праги, наблюдавшие за боем на Витковой горе со стен и башен города, стали по собственной инициативе собираться в отряды и направляться на помощь таборитам. Когда табориты контратаковали врага с фронта, жители Праги нанесли удар с фланга. Опасаясь окружения, императорские войска обратились в беспорядочное бегство. Командовавший отрядом мессенцев Генрих Изенбургский упал с коня и растоптан.

## Последствия
Несмотря на то, что для крестоносного войска битва явилась лишь тактической неудачей, на следующий день среди крестоносцев начались раздоры: немцы обвиняли чехов-католиков, и дело могло обернуться вооруженным столкновением уже в самом императорском лагере. Ввиду такого полного разложения крестоносного войска Сигизмунд был вынужден 30 июля оставить Прагу. Феодалы со своими отрядами разошлись по домам, в результате чего бесславно завершился первый крестовый поход против гуситов.